# Sury-en-Vaux
Pour les articles homonymes, voir Sury (homonymie).
Sury-en-Vaux est une commune française située dans le département du Cher en région Centre-Val de Loire.

## Géographie

### Climat
Pour des articles plus généraux, voir Climat du Centre-Val de Loire et Climat du Cher.
En 2010, le climat de la commune est de type climat océanique dégradé des plaines du Centre et du Nord, selon une étude du CNRS s'appuyant sur une série de données couvrant la période 1971-2000. En 2020, Météo-France publie une typologie des climats de la France métropolitaine dans laquelle la commune est exposée à un climat océanique altéré et est dans la région climatique  Centre et contreforts nord du Massif Central, caractérisée par un air sec en été et un bon ensoleillement. 
Pour la période 1971-2000, la température annuelle moyenne est de 11 °C, avec une amplitude thermique annuelle de 15,7 °C. Le cumul annuel moyen de précipitations est de 805 mm, avec 11,7 jours de précipitations en janvier et 7,2 jours en juillet. Pour la période 1991-2020, la température moyenne annuelle observée sur la station météorologique la plus proche, située sur la commune de Léré à 13 km à vol d'oiseau, est de 11,6 °C et le cumul annuel moyen de précipitations est de 710,5 mm,. Pour l'avenir, les paramètres climatiques de la commune estimés pour 2050 selon différents scénarios d'émission de gaz à effet de serre sont consultables sur un site dédié publié par Météo-France en novembre 2022.

## Urbanisme

### Typologie
Au 1er janvier 2024, Sury-en-Vaux est catégorisée commune rurale à habitat dispersé, selon la nouvelle grille communale de densité à 7 niveaux définie par l'Insee en 2022.
Elle est située hors unité urbaine. Par ailleurs la commune fait partie de l'aire d'attraction de Saint-Satur - Sancerre, dont elle est une commune de la couronne,. Cette aire, qui regroupe 14 communes, est catégorisée dans les aires de moins de 50 000 habitants,.

### Occupation des sols
L'occupation des sols de la commune, telle qu'elle ressort de la base de données européenne d’occupation biophysique des sols Corine Land Cover (CLC), est marquée par l'importance des territoires agricoles (95,7 % en 2018), en diminution par rapport à 1990 (99,6 %). La répartition détaillée en 2018 est la suivante : 
terres arables (51,4 %), cultures permanentes (29,3 %), prairies (7,5 %), zones agricoles hétérogènes (7,4 %), zones urbanisées (4,2 %), forêts (0,1 %).
L'évolution de l’occupation des sols de la commune et de ses infrastructures peut être observée sur les différentes représentations cartographiques du territoire : la carte de Cassini (XVIIIe siècle), la carte d'état-major (1820-1866) et les cartes ou photos aériennes de l'IGN pour la période actuelle (1950 à aujourd'hui).

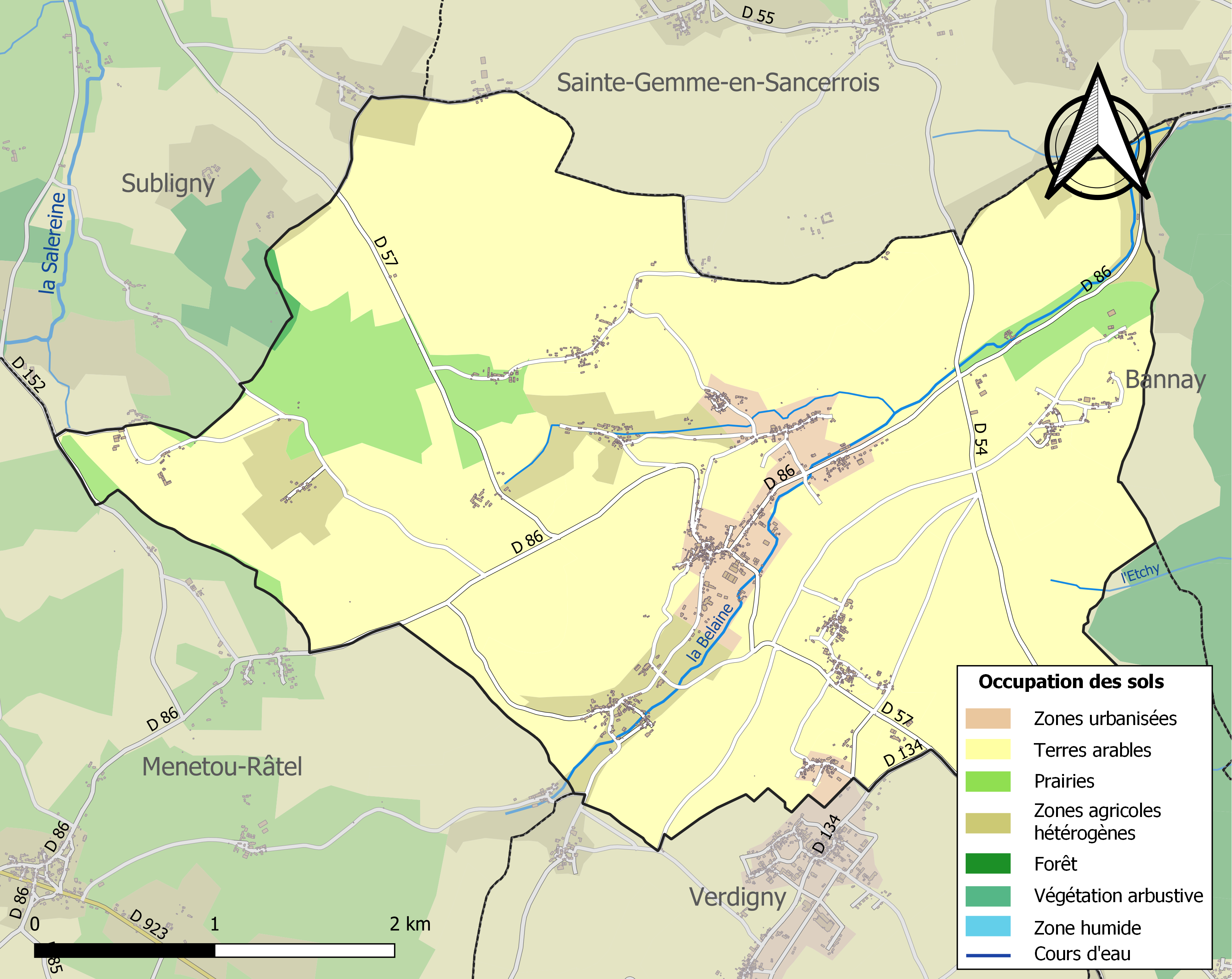
Carte des infrastructures et de l'occupation des sols de la commune en 2018 (CLC).

### Risques majeurs
Le territoire de la commune de Sury-en-Vaux est vulnérable à différents aléas naturels : météorologiques (tempête, orage, neige, grand froid, canicule ou sécheresse), mouvements de terrains et séisme (sismicité très faible). Il est également exposé à un risque technologique,  le transport de matières dangereuses. Un site publié par le BRGM permet d'évaluer simplement et rapidement les risques d'un bien localisé soit par son adresse soit par le numéro de sa parcelle.

#### Risques naturels

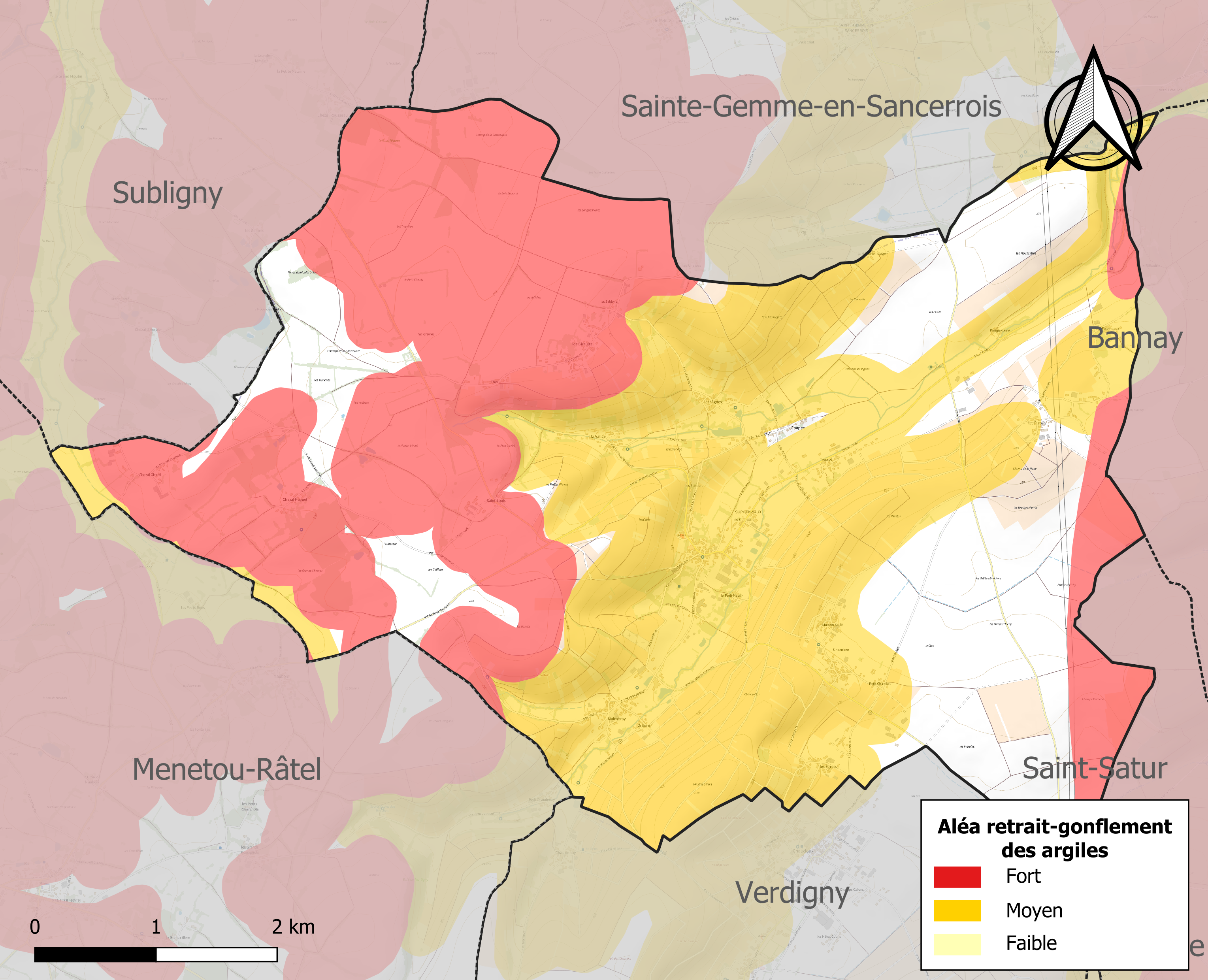
Carte des zones d'aléa retrait-gonflement des sols argileux de Sury-en-Vaux.

La commune est vulnérable au risque de mouvements de terrains constitué principalement du retrait-gonflement des sols argileux. Cet aléa est susceptible d'engendrer des dommages importants aux bâtiments en cas d’alternance de périodes de sécheresse et de pluie. 77,5 % de la superficie communale est en aléa moyen ou fort (90 % au niveau départemental et 48,5 % au niveau national). Sur les 473 bâtiments dénombrés sur la commune en 2019, 453 sont en aléa moyen ou fort, soit 96 %, à comparer aux 83 % au niveau départemental et 54 % au niveau national. Une cartographie de l'exposition du territoire national au retrait gonflement des sols argileux est disponible sur le site du BRGM,.
Concernant les mouvements de terrains, la commune a été reconnue en état de catastrophe naturelle au titre des dommages causés par la sécheresse en 2003, 2018 et 2019 et par des mouvements de terrain en 1999.

#### Risques technologiques
Le risque de transport de matières dangereuses sur la commune est lié à sa traversée par des infrastructures routières ou ferroviaires importantes ou la présence d'une canalisation de transport d'hydrocarbures. Un accident se produisant sur de telles infrastructures est en effet susceptible d’avoir des effets graves au bâti ou aux personnes jusqu’à 350 m, selon la nature du matériau transporté. Des dispositions d’urbanisme peuvent être préconisées en conséquence.

## Histoire
Le territoire de la commune est occupé depuis la préhistoire puis la période gallo-romaine ; l'antique « chaussée de Brunehaut » qui reliait Saint-Satur à Orléans passait par Sury-en-Vaux. La première mention de la paroisse de Sury (Sariacum) remonte à 1145.
La seigneurie de Sury, propriété du chapitre de Saint-Étienne de Bourges, s'agrandira en 1236 des possessions et droits de justice du chevalier Pierre de Livron. Les terriers mentionnent l'importance de ce fief dont la perception des dîmes concernait aussi les paroisses de Sainte-Gemme, Bué et Chavignol (ainsi que Verdigny à partir du XVIe siècle). Outre de nombreuses terres et vignes, grange aux dîmes, maison seigneuriale, plusieurs pressoirs et diverses propriétés bâties appartenaient aux chanoines de la cathédrale. Le fief de Sury-en-Vaux, rattaché à l'église de Bourges, est toujours resté en dehors des possessions du comté de Sancerre.
Pendant les guerres de religion et plus précisément le siège de Sancerre en 1572, il n'y eut pas de faits marquants concernant la paroisse de Sury. Artisans, commerçants, vignerons, laboureurs et notables participent à la relative prospérité de ce fief. Au XVIIIe siècle quelques grands propriétaires terriens, personnages de la vie publique, firent bâtir des maisons d'agréments à Sury-en-Vaux.

## Politique et administration

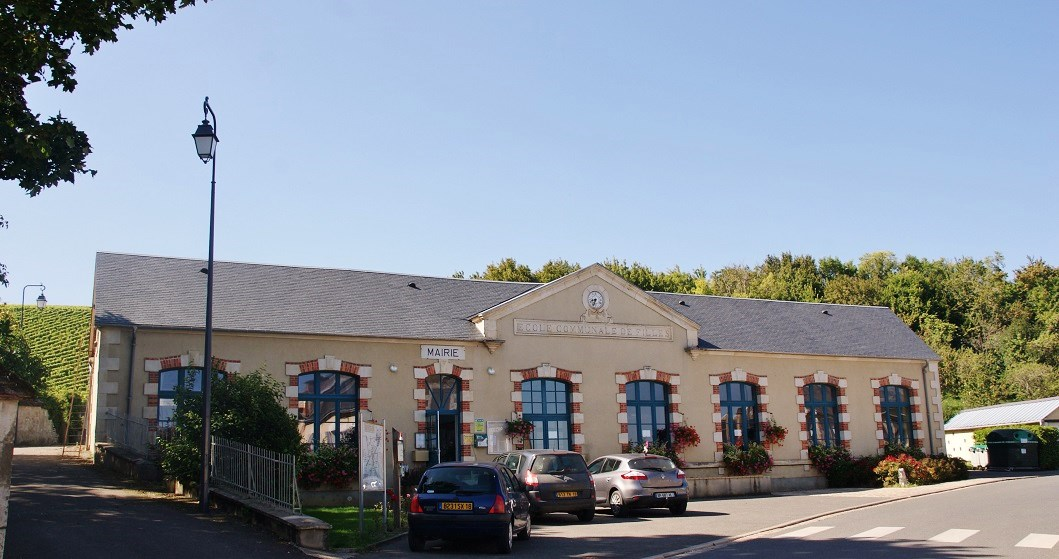
La mairie.

| Période                                  | Période  | Identité                | Étiquette | Qualité                                                                   |
| ---------------------------------------- | -------- | ----------------------- | --------- | ------------------------------------------------------------------------- |
| Les données manquantes sont à compléter. |          |                         |           |                                                                           |
| mars 2001                                | En cours | Marie-Joseph Raimbault  | DVD       | Salariée agricole                                                         |
| mars 2014                                | mai 2020 | Marie-Josèphe Raimbault |           | Salariée agricole                                                         |
| mai 2020                                 | En cours | Valérie Chambon,        |           | Personne sans activité professionnelle de moins de 60 ans (non retraitée) |

## Démographie
L'évolution du nombre d'habitants est connue à travers les recensements de la population effectués dans la commune depuis 1793. Pour les communes de moins de 10 000 habitants, une enquête de recensement portant sur toute la population est réalisée tous les cinq ans, les populations de référence des années intermédiaires étant quant à elles estimées par interpolation ou extrapolation. Pour la commune, le premier recensement exhaustif entrant dans le cadre du nouveau dispositif a été réalisé en 2007.

En 2022, la commune comptait 685 habitants, en évolution de −3,25 % par rapport à 2016 (Cher : −2,48 %, France hors Mayotte : +2,11 %).
| 1793  | 1800  | 1806 | 1821  | 1831  | 1836  | 1841  | 1846  | 1851  |
| ----- | ----- | ---- | ----- | ----- | ----- | ----- | ----- | ----- |
| 1 369 | 1 324 | 735  | 1 540 | 1 335 | 1 417 | 1 462 | 1 560 | 1 642 |

| 1856  | 1861  | 1866  | 1872  | 1876  | 1881  | 1886  | 1891  | 1896  |
| ----- | ----- | ----- | ----- | ----- | ----- | ----- | ----- | ----- |
| 1 620 | 1 685 | 1 658 | 1 718 | 1 750 | 1 804 | 1 822 | 1 767 | 1 580 |

| 1901  | 1906  | 1911  | 1921  | 1926  | 1931 | 1936  | 1946 | 1954 |
| ----- | ----- | ----- | ----- | ----- | ---- | ----- | ---- | ---- |
| 1 531 | 1 555 | 1 454 | 1 226 | 1 088 | 998  | 1 005 | 858  | 788  |

| 1962 | 1968 | 1975 | 1982 | 1990 | 1999 | 2006 | 2007 | 2012 |
| ---- | ---- | ---- | ---- | ---- | ---- | ---- | ---- | ---- |
| 755  | 714  | 665  | 673  | 686  | 721  | 721  | 721  | 712  |

| 2017 | 2022 | - | - | - | - | - | - | - |
| ---- | ---- | - | - | - | - | - | - | - |
| 703  | 685  | - | - | - | - | - | - | - |

## Culture locale et patrimoine

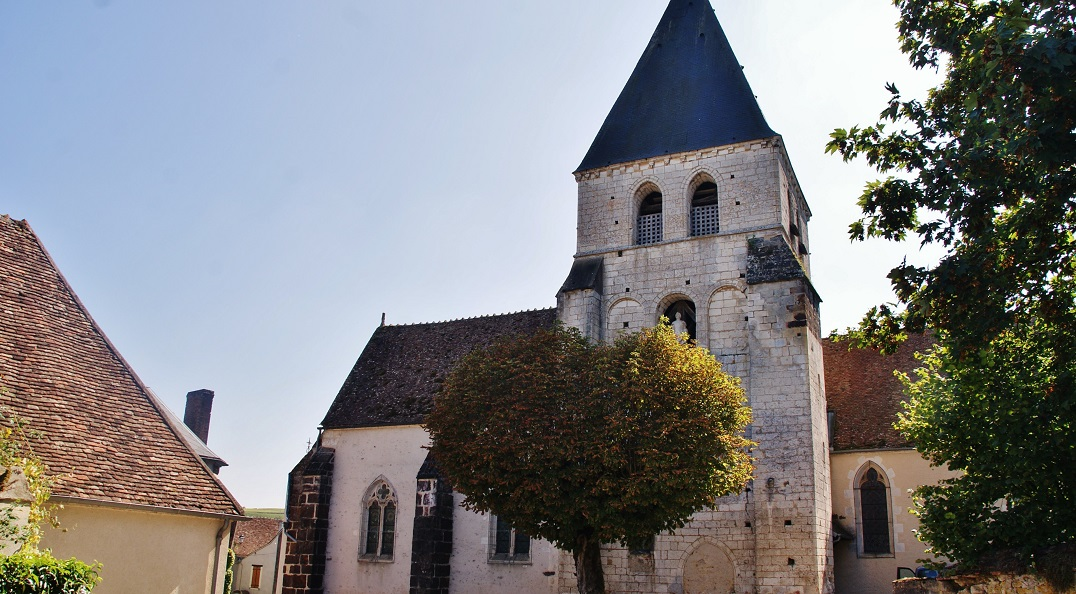
Flanc sud de l'église de Sury-en-Vaux.

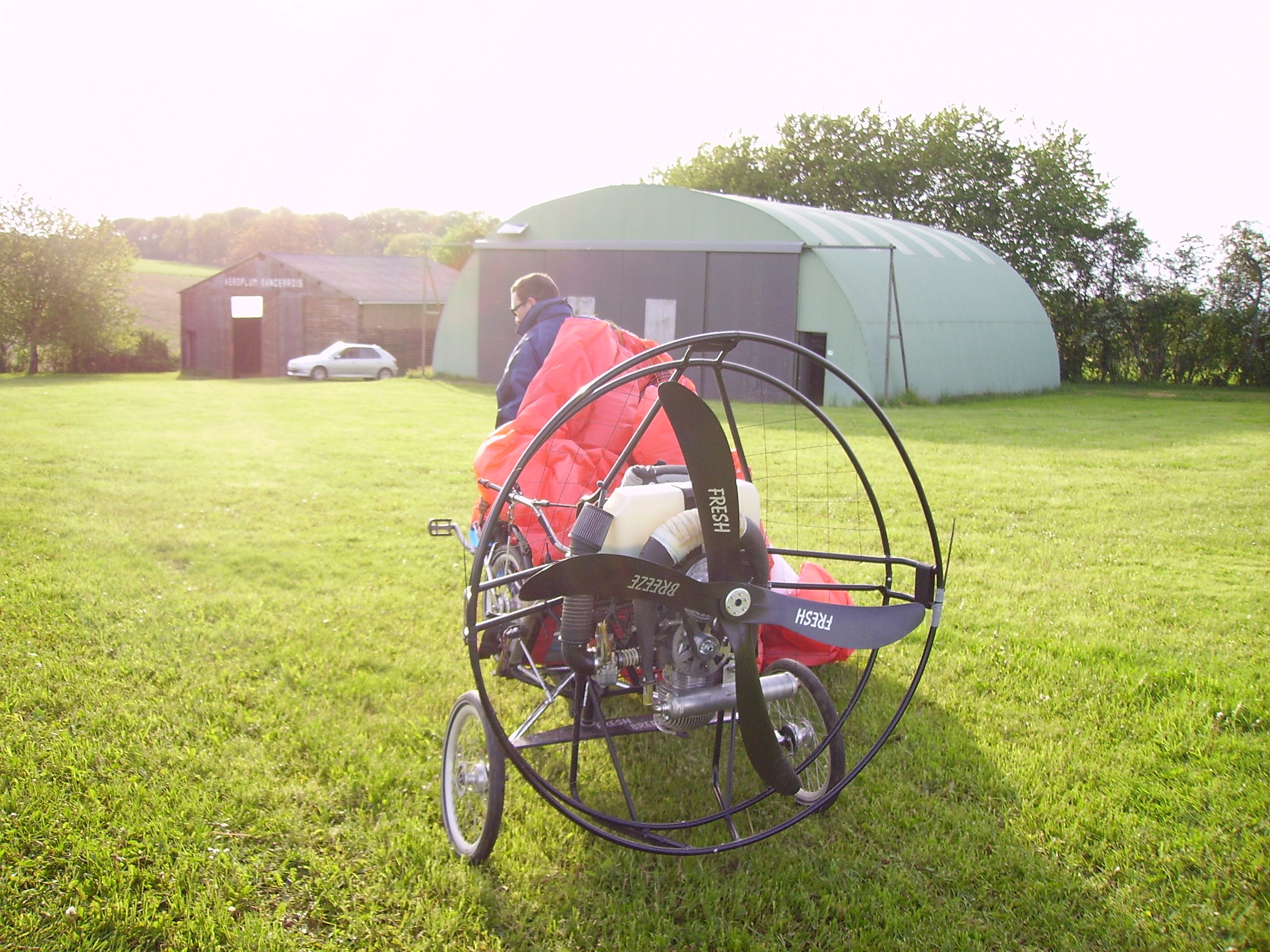
Pratique du paramoteur à l'aérodrome ; vue des hangars.

### Lieux et monuments
- Église paroissiale Saint-Étienne, inscrite à l'inventaire supplémentaire des monuments historiques[25].
- L'aérodrome est situé au sommet d'une colline, au nord-ouest de Sury-en-Vaux, au bord de la route départementale D57. Il comprend une piste en herbe et deux hangars. Il accueille le club ULM « Aéroplum sancerrois ». L'aérodrome de Cosne-sur-Loire (Nièvre, Bourgogne) est situé au sud-est, à une dizaine de kilomètres.

### Personnalités liées à la commune
- Eugène Hubert (1846-1904), auteur dramatique né sur la commune.
- Richard Aldington, romancier, biographe et poète anglais de renom, se retira à Sury de 1958 à sa mort le 27 juillet 1962. Il fut enterré dans le cimetière local.
- Suzanne Courtal, actrice notamment dans Jeux interdits. Elle a eu une résidence dans la commune.